# Traffic (film)
Traffic is een Amerikaanse dramafilm uit 2000 onder regie van Steven Soderbergh. De film is opgebouwd uit verschillende verhaallijnen die te maken hebben met de drugsoorlog die gaande is in de Verenigde Staten. Vanuit verschillende levensklassen worden de problemen in verband met drugs, de gevaren die op de loer liggen en de onbetrouwbaarheid van mensen in die donkere wereld, naar voren gehaald. Elke verhaallijn heeft een eigen kleur zodat het verschil duidelijk is.
Traffic werd in 2001 beloond met verschillende prijzen; waaronder vier Oscars in de categorieën Beste scenario gebaseerd op een ander werk, Beste regisseur, Beste montage en Beste mannelijke bijrol, daarnaast was de film genomineerd in de categorie Beste film.

## Verhaallijnen

### Mexico
In Mexico stoppen politieman Javier Rodríguez en zijn partner Manolo Sánchez een drugstransport en arresteren de koeriers. Hun arrestatie wordt onderbroken door generaal Arturo Salazar, een hooggeplaatste ambtenaar die besluit om Rodríguez en Sánchez in te huren. Salazar beveelt hen om Francisco Flores, een huurmoordenaar van het Tijuanakartel dat onder leiding staat van de broers Obregón, te arresteren.
In Tijuana geeft Flores, na te zijn gemarteld, Salazar de namen van belangrijke leden van het Obregón-kartel, die kort daarop worden gearresteerd. De inspanningen van Rodríguez en Salazar zorgen ervoor dat de cocaïnehandel van de broers Obregón eronder begint te lijden. Rodríguez ontdekt echter dat Salazar een pion is van het Juárezkartel, het grootste rivaliserende kartel van de broers Obregón. De anti-drugscampagne blijkt een farce, omdat Salazar het ene kartel wegvaagt en winst haalt uit het andere.
Sánchez probeert de informatie over Salazar te verkopen aan de DEA, maar wordt vermoord voor zijn verraad. Rodríguez, die niet langer voor Salazar wil werken, besluit een deal te sluiten met de DEA. In ruil voor zijn getuigenis vraagt hij elektriciteit in de buurt waar hij woont, zodat de jongeren 's nachts honkbal kunnen spelen in plaats van te worden verleid door straatbendes en misdaad. Salazar's geheimen worden publiek gemaakt, waarop hij wordt gearresteerd en te maken krijgt met martelingen in de gevangenis.
Rodríguez vertelt aan de media over de wijdverbreide corruptie bij de politie en het leger. Later kijkt hij toe hoe kinderen aan het honkballen zijn in hun nieuwe stadion.

### Wakefield
Robert Wakefield, een conservatieve rechter uit Ohio, wordt aangesteld als hoofd van het Presidentiële Bureau van Drugbestrijding, en krijgt zo de titel van "drugtsaar". Wakefield wordt gewaarschuwd door zijn voorganger, generaal Ralph Landry, en verschillende andere invloedrijke politici dat de War on Drugs niet te winnen valt. Wakefield's dochter Caroline begint te experimenteren met cocaïne, methamfetamine en heroïne, waaraan ze al snel verslaafd geraakt wanneer haar vriendje Seth haar kennis laat maken met freebasen. Caroline, Seth en een vriendin worden gearresteerd wanneer een van hun vrienden een overdosis neemt en ze hem voor de ingang van het ziekenhuis proberen achter te laten. Terwijl Wakefield en zijn vrouw Barbara moeite hebben om dit probleem aan te pakken, ontdekt Wakefield dat Barbara al meer dan zes maanden op de hoogte is van Caroline's experimenteel gedrag.
Wakefield zit gevangen tussen zijn veeleisende nieuwe functie en zijn moeilijke gezinssituatie. Tijdens een bezoek aan de grens met Mexico wordt hij aangemoedigd door de succesvolle inspanningen van generaal Salazar om de broers Obregón ten val te brengen. Wanneer hij terugkeert naar Ohio, ontdekt Wakefield dat de inspanningen om Caroline te laten rehabiliteren zijn mislukt. Ze is gevlucht naar Cincinnati en niemand weet waar ze precies is. Ze steelt ook van haar ouders om drugs te kunnen kopen.
Wakefield gaat Seth halen op school en sleept hem mee naar Cincinnati op zoek naar Caroline. Nadat een drugsdealer die Caroline prostitueert weigert te zeggen waar ze verblijft, breekt Wakefield in in een louche hotelkamer waar hij een semi-bewuste Caroline vindt in het gezelschap van een oudere man. Hij barst in tranen uit terwijl Seth stilletjes vertrekt. Wakefield keert terug naar Washington D.C., om zijn voorbereide toespraak over een tienpuntenplan om de War on Drugs te winnen te geven. Midden in de toespraak realiseert hij zich hoe zinloos dit alles is, en vertelt de aanwezige pers vervolgens dat de War on Drugs een oorlog impliceert, waaronder ook tegen familieleden van iedereen die met drugs te maken krijgt, wat hij niet kan ondersteunen. Hij loopt vervolgens de zaal uit en neemt een taxi naar de luchthaven. Wakefield en Barbara gaan naar zelfhulpgroepen samen met Caroline om haar en andere verslaafden te ondersteunen.

### Ayala / DEA
In San Diego leidt een undercover DEA-onderzoek onder leiding van Montel Gordon en Ray Castro tot de arrestatie van Eduardo Ruiz, een drugsdealer die zich voordoet als visser. Ruiz besluit om de gevaarlijke weg naar immuniteit te nemen door zijn baas op te geven: drugsbaron Carlos Ayala, de grootste distributeur van de broers Obregón in de Verenigde Staten. Ayala wordt aangeklaagd door Ben Williams, een taaie Officier van Justitie die werd aangesteld door Robert Wakefield om een boodschap te sturen naar de Mexicaanse drugsorganisaties.
Wanneer het proces tegen Ayala begint, ontdekt zijn zwangere vrouw Helena het echte beroep van haar man via diens zakenpartner Arnie Metzger. Ze wordt geconfronteerd met het vooruitzicht van een levenslange gevangenisstraf voor haar man, en doodsbedreigingen tegen hun zoontje David. Ze besluit om Francisco Flores in te huren om Ruiz te vermoorden. Ze weet dat het doden van Ruiz het proces het onmogelijk zal maken om Ayala te berechten. Flores plant een autobom op een auto van de DEA, die Ruiz van het gerechtsgebouw naar zijn schuilplaats zal voeren. Kort na het planten van de bom wordt Flores vermoord door een sluipschutter als vergelding voor zijn samenwerking met generaal Salazar. De bom bedoeld om Ruiz te doden, doodt in plaats daarvan agent Castro. Agent Gordon en Ruiz overleven de aanslag.
Helena, wetende dat Ruiz binnenkort zal getuigen, sluit een deal met Juan Obregón, die de schuld van Ayala kwijtscheldt en Ruiz laat vergiftigen. Tot grote ontevredenheid van Gordon wordt Ayala vrijgelaten. Tijdens een telefoongesprek tussen Ayala en Metzger concludeert Ayala dat het Metzger was die oorspronkelijk op de hoogte was van Ruiz. In een poging om meer macht te vergaren accepteerde Metzger 3 miljoen dollar van een ander Mexicaans drugskartel om de FBI te informeren over Ruiz en de ondergang van Ayala te vergemakkelijken. Ayala beweert dat Metzger van plan was om zijn imperium over te nemen. Wanneer Ayala ophangt, ziet Metzger twee huurmoordenaars binnenkomen in zijn kantoor.
Kort na Ayala's vrijlating dringt Gordon zijn huis binnen tijdens zijn thuiskomstviering. Ayala's lijfwachten dwingen hem op de grond, maar Gordon weet een microfoon te bevestigen onder het bureau van Ayala. Gordon wordt gedwongen het terrein te verlaten, met de voldoening te weten dat er een nieuwe mogelijkheid is om Ayala te pakken.

## Rolverdeling
| Acteur               | Personage                            |
| -------------------- | ------------------------------------ |
| Benicio del Toro     | Javier Rodríguez                     |
| Jacob Vargas         | Manolo Sánchez                       |
| Tomás Milián         | Generaal Arturo Salazar              |
| Michael Douglas      | Robert Wakefield                     |
| Amy Irving           | Barbara Wakefield                    |
| Erika Christensen    | Caroline Wakefield                   |
| Topher Grace         | Seth Abrahms                         |
| D.W. Moffett         | Jeff Sheridan                        |
| James Brolin         | Generaal Ralph Landry                |
| Albert Finney        | Stafchef van het Witte Huis          |
| Steven Bauer         | Carlos Ayala                         |
| Catherine Zeta-Jones | Helena Ayala (Helen Watts)           |
| Dennis Quaid         | Arnie Metzger                        |
| Clifton Collins jr.  | Francisco Flores ("Frankie Flowers") |
| Don Cheadle          | Montel Gordon                        |
| Luis Guzmán          | Ray Castro                           |
| Miguel Ferrer        | Eduardo Ruiz                         |
| Peter Riegert        | Michael Adler                        |
| Benjamin Bratt       | Juan Obregón                         |
| Viola Davis          | Sociaal werkster                     |
| John Slattery        | ADA Dan Colier                       |
| James Pickens jr.    | Openbaar aanklager Ben Williams      |
| Emilio Rivera        | Soldaat                              |
| Michael O'Neill      | Meester Rodman                       |
| Salma Hayek          | Rosario                              |

## Andere versies
Traffic is gebaseerd op de Britse Channel 4 miniserie Traffik uit 1989.
In 2004 werd ook een Amerikaanse televisieserie uitgebracht die gebaseerd is op zowel de Britse serie als de film.

## Trivia
Catherine Zeta-Jones speelde haar rol terwijl ze zwanger was van Michael Douglas, na overleg met de regisseur. In de film delen ze geen enkele scene.